# Brdce
Brdce je pogranično naselje u Hrvatskoj u sastavu općine Matulja. Nalazi se u Primorsko-goranskoj županiji.

## Zemljopis
Južno je Pasjak (Hrvatska), zapadno je Starod (Slovenija), sjeverozapadno je Veliko Brdo (Slovenija), sjeveroistočno su Dolenje pri Jelšanah i Jelšane (Slovenija), jugoistočno su Rupa i Šapjane (Hrvatska).

## Stanovništvo
| broj stanovnika | 167   | 133   | 141   | 147   | 153   | 136   | 132   | 126   | 116   | 112   | 103   | 90    | 61    | 64    | 65    | 67    | 68    |
|                 | 1857. | 1869. | 1880. | 1890. | 1900. | 1910. | 1921. | 1931. | 1948. | 1953. | 1961. | 1971. | 1981. | 1991. | 2001. | 2011. | 2021. |